# ラボカニア
ラボカニア（学名：Labocania）は、おそらくティラノサウルス上科である獣脚類の恐竜の属。約7300万年前の後期白亜紀カンパニアン期の時代に生息し、メキシコ北部のバハ・カリフォルニア州ラボカナロハ層から産出した。

## 発見と種
1970年の夏、ナショナルジオグラフィック協会とロサンゼルス自然史博物館が古生物の合同発掘調査隊を結成し、地質学者ウィリアム・J・モリスが先導者となってバハ・カリフォルニア州の Arroyo del Rosario へ向かった。試掘の間に有志のハーレイ・ジェームズ・ガルバニが Cerro Rayado に近い Punta Baja の北側で獣脚類の骨格を発見した。ガルバニはこの地で1970年から1971年にかけて発掘を行った。
模式種ラボカニア・アノマラはラルフ・モルナーが1974年に記載・命名した。属名は「赤い三角江」と名付けられた La Bocana Roja 層にちなみ、種小名はラテン語で「変則の」という意で、独特の体躯を反映している。

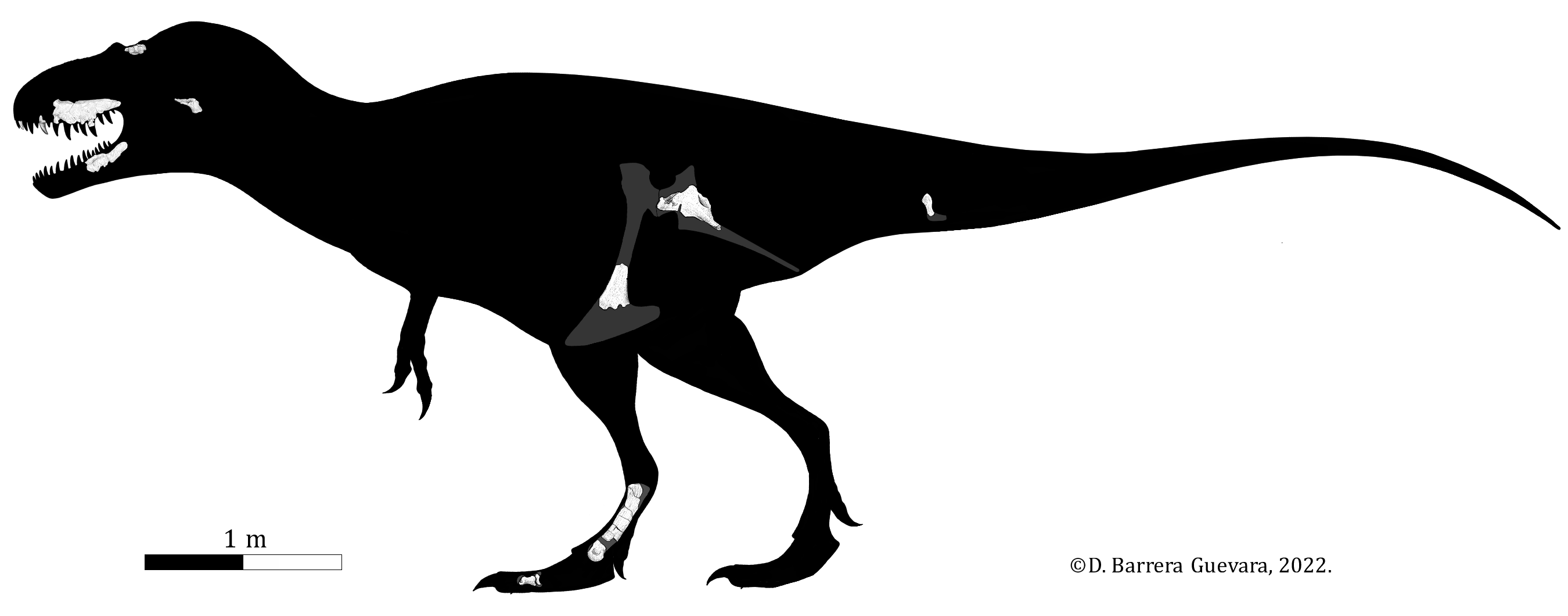
ラボカニアの発見された化石の部位

## 記載
ホロタイプ標本 LACM 20877 は La Bocana Roja 層で発見され、この層は約7300万年前の白亜紀後期カンパニアンにあたる。ホロタイプ標本には、左上顎骨の破片・歯骨の断片・右方形骨・左前頭骨・単一の血道弓・坐骨の上の部分・右恥骨の軸中央・右第2中足骨の大部分・単一の趾骨・複数本の外れた歯が含まれる。これらの要素は繋がっておらず、2平方メートルに渡って飛散しており、そして強く風化している。骨はハドロサウルス上科の肋骨と混ざっていた。
正確な体躯を想定するのは難しいが、ラボカニアはおそらく中型の肉食動物であり、6メートル程度であったと推定されている。グレゴリー・ポールは2010年にラボカニアを全長7メートル体重1.5トンと推定した。頭骨の要素は非常に丈夫で、特に前頭骨が厚く発達している。上顎骨の歯は軽く湾曲し、平たい形状をしている。前上顎骨の歯の断面はD字型をなしていない。

## 系統発生
ラボカニアは断片的な化石に基づくため、系統関係は定かでない。モルナーは座骨の低い三角形の閉鎖筋突起と上端の円形の横方向の溝といったラボカニアとティラノサウルス科の確かな類似点を提示したが、彼はラボカニアをどの科にも割り当てず、具体的位置が不明の獣脚類とした。モルナーは特にラボカニアをインドサウルスやキランタイサウルス・マオルトゥエンシス（後に新属シャオキロンとして独立）と比較した。トーマス・R・ホルツ・ジュニアは2004年のティラノサウルス上科の再評価においてラボカニアがティラノサウルス上科である可能性を指摘した。しかし同時に、ティラノサウルス上科との類似点は一般的にコエルロサウルス類とも共通しており、さらに非ティラノサウルス上科のコエルロサウルス類の共有派生形質も存在しているばかりか、厚い前頭骨や傾いた方形骨といったアベリサウルス科の特徴も示していると指摘している。一方で、L字型の血道弓や第2中足骨の扁平な外側は、ラボカニアがテタヌラ類に位置づけられることを示唆している。